# Allée couverte de Blanc
L'allée couverte de Blanc, appelée aussi localement Peyre Levado ou Cros de la Viurge, est située à Nojals-et-Clotte dans le département français de la Dordogne, en région Nouvelle-Aquitaine.
Elle fait l'objet d'une protection au titre des monuments historiques.

## Localisation
L'allée couverte de Blanc se situe sur le territoire de l'ancienne commune de Nojals-et-Clotte, commune de Beaumontois en Périgord, près des lieux-dits Peyrelevade — signifiant « pierre levée » en occitan — et Blanc, à l'est de l'intersection des routes départementales 19E et 676.

## Historique
Elle est mentionnée par François Jouannet entre 1808 et 1818, par W. de Taillefer en 1821 et par Léo Drouyn en 1876 qui en donne une description très précise.
L'édifice est classé au titre des monuments historiques le 4 mai 1971.

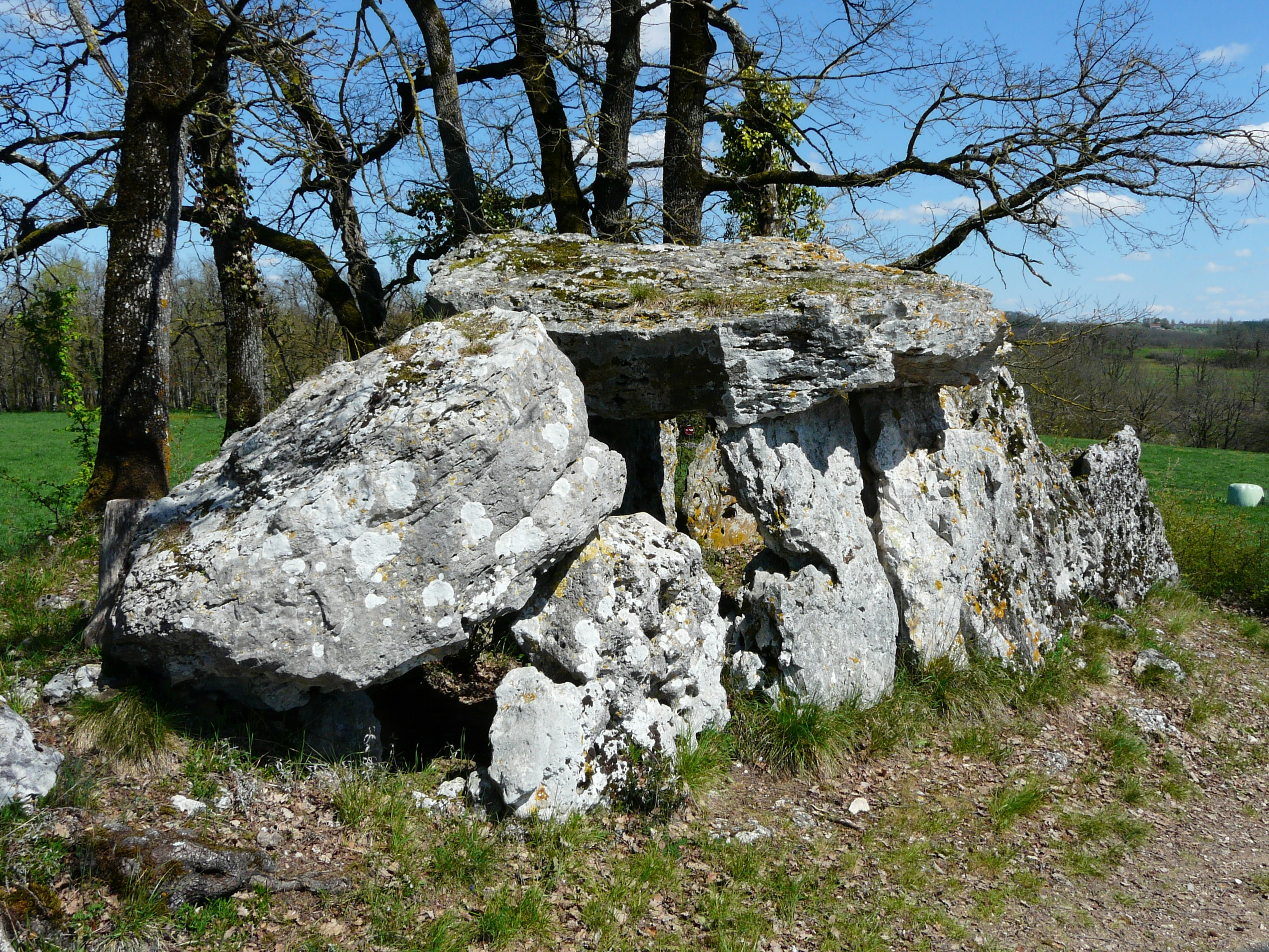
Au premier plan, le trilithe effondré.

## Description
Bien que connu et répertorié sous le vocable d'allée couverte, il s'agit en fait d'un dolmen de type angoumoisin, à couloir excentré du même type que le dolmen de Larocal à Sainte-Sabine-Born. La chambre sépulcrale mesure 4,50 m de long sur 2 m de large. Elle est orientée selon un axe sud-est/nord-ouest. Elle est prolongée par un couloir d'accès d'environ 1,20 m de large. Initialement, le tumulus devait avoir une architecture quelque peu élaborée comme l'attestent des dalles plantées verticalement du côté nord.
Le monument, propriété de la Société historique et archéologique du Périgord, a fait l'objet d'une restauration hasardeuse qui a modifié sa disposition d'origine. L'entrée a été permutée avec le chevet et fermée par une dalle. Un orthostate supplémentaire a été ajouté dans l'angle sud-est de la chambre, ce qui a contribué à rallonger exagérément l'espace funéraire.

## Folklore
Selon la tradition locale, la Vierge construisit cet édifice pour y abriter une jeune bergère effrayée par l’orage, d'où son appellation locale de Cros de la Viurge. 